# ان‌جی‌سی ۷۳۱۸
ان‌جی‌سی ۷۳۱۸ (انگلیسی: NGC 7318) یک جفت کهکشان در حال برخورد است که در حدود ۲۸۰ میلیون سال نوری از زمین فاصله دارند. آن‌ها در صورت فلکی اسب بزرگ جای دارند و از اعضای پنج‌قلوی استفان هستند.